# 契马布埃

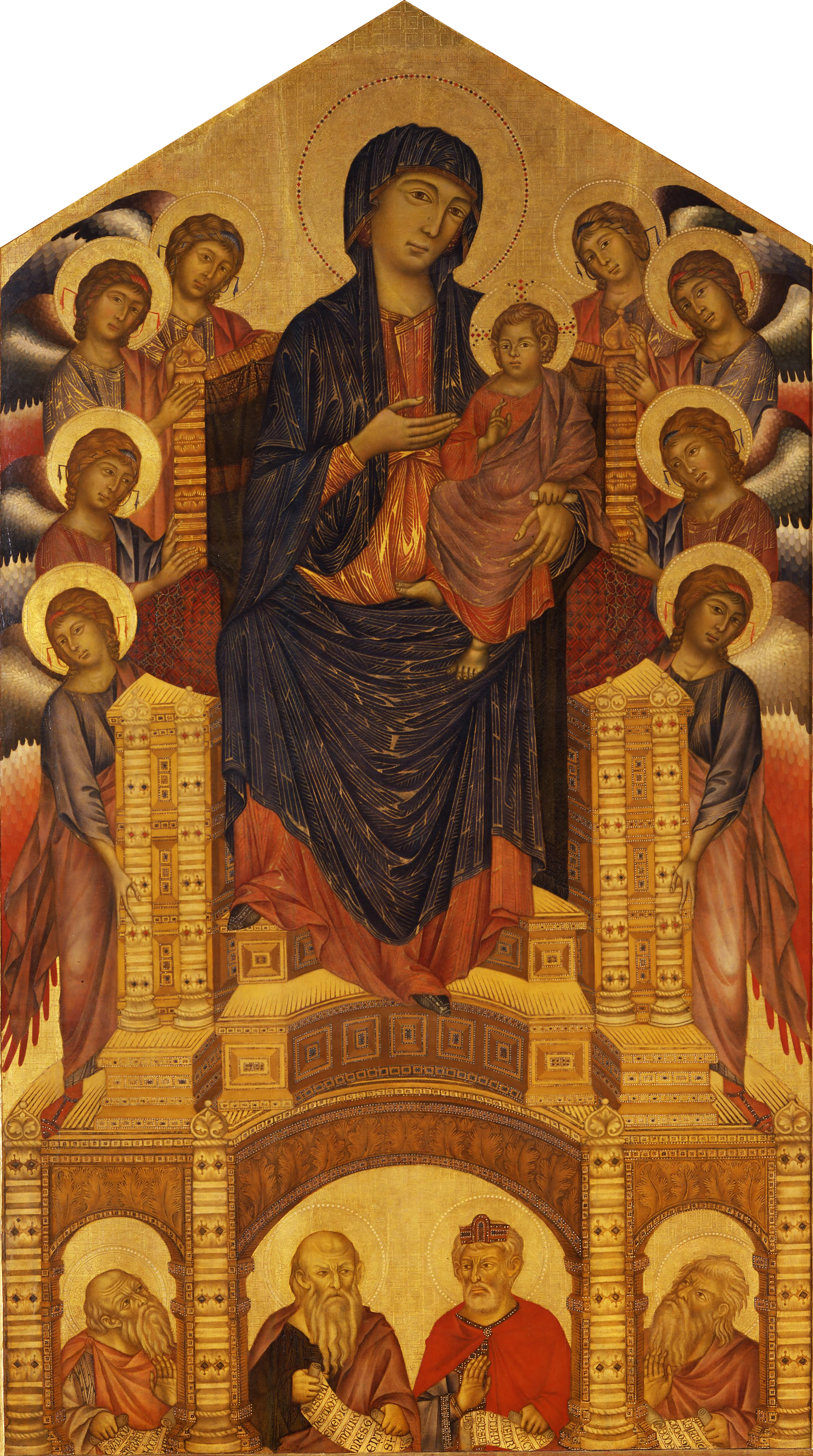
《Maestà di Santa Trinità》，1280–1285，烏菲茲美術館

契马布埃（Giovanni Cimabue 義大利語：[tʃimaˈbuːe]，亦稱：Cenni di Pepo或Cenni di Pepi；1240年—1302年）又譯齊瑪布，意大利佛罗伦萨最早的画家之一。 他原为镶嵌画匠，相传为乔托的老师。所作《圣母和天使》、《圣母和圣·佛兰西斯》等，具有拜占庭绘画末期风格，但人物比例更加逼真又带有一些人情味，对意大利文艺复兴时期的艺术，具有前奏的意义。

## 外部連結
- Cimabue. Pictures （页面存档备份，存于） and Biography （页面存档备份，存于）
- Cimabue Santa Trinita Madonna (1280–90) （页面存档备份，存于）. A video discussion about the painting from smarthistory.khanacademy.org
- . . 1914 （英语）. 已忽略未知参数|HIDE_PARAMETER4= (帮助); 已忽略未知参数|HIDE_PARAMETER5= (帮助); 已忽略未知参数|HIDE_PARAMETER7= (帮助); 已忽略未知参数|HIDE_PARAMETER6= (帮助)